# چهارصد ضربه
چهارصد ضربه (به فرانسوی: Les Quatre Cents Coups) فیلمی فرانسوی محصول سال ۱۹۵۹ به کارگردانی فرانسوا تروفو است. این فیلم یکی از برجسته‌ترین نمونه‌های سینمای موج نوی فرانسه به‌شمار می‌رود، فیلمی که بسیاری از ویژگی‌های این انقلاب سینمایی را دربردارد. چهارصد ضربه در سال ۱۹۵۹ همراه چند فیلم دیگر از فیلم‌سازان موج نو در بخش مسابقه جشنواره فیلم کن به نمایش گذاشته شد و جایزهٔ بهترین کارگردانی را به دست آورد.
این فیلم در قالب یک داستان ساده، زندگی پسری به نام آنتوان دوآنل (Antoine Doinel) را که در آستانه بلوغ قرار دارد، به شکلی روان و طبیعی روایت می‌کند. شخصیت آنتوان ژان پیر لئو (Jean-Pierre Léaud) از زندگی خود تروفو گرته‌برداری شده و با ظرافتی کم‌نظیر پرداخته شده‌است.

## داستان
آنتوان پسری ۱۴ ساله است که مشکلاتی در خانه و مدرسه دارد. برای اینکه از تنبیه فرار کند و دیگر تنبیه نشود، به همراه دوستش «رنه» از مدرسه می‌گریزد و در پاریس سر گردان می‌شود. وسط خیابان مادرش را در آغوش معشوقش می‌بیند و تصمیم می‌گیرد دیگر پیش او بازنگردد. فردای آن روز به معلمش می‌گوید که مادرش مرده‌است. دروغش بر ملا می‌شود، آنتوان می‌گریزد و به‌طور موقت با مادرش آشتی می‌کند و برای جبران خطاهایش برای اینکه در درس انشای فرانسه نمره خوبی بگیرد، پایان کتاب جستجوی مطلق اثر بالزاک را کپی می‌کند. از مدرسه اخراج می‌شود و از خانه می‌گریزد و سرانجام در مرکز سرپرستی نوجوانان بزهکار تحت مراقبت قرار می‌گیرد، از آنجا نیز فرار می‌کند. آخرین تصاویر فیلم او را در حال دویدن به سوی دریا نشان می‌دهد.